# Матвеј Сафонов
Матвеј Јевгењевич Сафонов (рус. Матвей Евгеньевич Сафонов; Ставропољ, 25. фебруар 1999) је руски фудбалер који тренутно наступа за Пари Сен Жермен. Игра на позицији голмана.

## Успеси
Краснодар
- Куп Русије: финалиста: 2022/23.[6]

Пари Сен Жермен
- Првенство Француске (1) : 2024/25.
- Куп Француске (1) : 2024/25.
- Суперкуп Француске (1) : 2024.
- Лига шампиона (1) : 2024/25.
- УЕФА суперкуп (1) : 2025.
- Светско клупско првенство : финалиста 2025.

Појединачни
- Најбољи млади играч Премијер лиге Русије : 2019/20.[7]
- Награда Прва петорка за најбољег младог руског фудбалера: 2019.[8]
- Међу 33 најбољих фудбалера Премијер лиге Русије: 2019/20,[9] 2021/22.[10]
- Најбољи фудбалер репрезентације Русије: 2021.[11]
- Награда Голман године названа по Лаву Јашину: 2021/22.[12]